# Lowell (Maine)
Lowell város az USA Maine államában, Penobscot megyében. Lakosainak száma 368 fő (2020. április 1.).

## Népesség
A település népességének változása:

| 2010 | 358 |
| 2020 | 368 |